# Ernst-Åke Brunberg
Ernst-Åke Anders Brunberg, född 3 januari 1922 i Karlskrona stadsförsamling, Blekinge län, död 6 juli 2011 i Danderyds församling, Stockholms län  var en svensk elektroingenjör.
Brunberg avlade studentexamen i Stockholm 1940, utexaminerades från Kungliga Tekniska högskolan 1947 och blev teknologie doktor där 1958. Han var  förste assistent på institutionen för elektronik vid Kungliga Tekniska högskolan 1946–1951, forskningsassistent där 1951–1958, docent vid Statens naturvetenskapliga forskningsråd 1959–1962, sekreterare i rymdkommittén 1962–1964, blev laborator i geokosmofysik vid Statens naturvetenskapliga forskningsråd 1964, biträdande professor från 1969. Han var sekreterare i svenska kommittén för rymdforskning 1959–1962 och i forskningsrådens rymdnämnd från 1964. Han skrev vetenskapliga artiklar i elektronfysik och kosmisk fysik.